# President (P. domestica)
President (P. domestica) es una variedad cultivar de ciruelo (Prunus domestica), de las denominadas ciruelas europeas.
Una variedad antigua de ciruela criada en Sawbridgeworth (en el condado de Hertfordshire en Gran Bretaña) en 1894. Las frutas tienen una pulpa amarillo verdoso o ambarino, con textura semi-firme, ligeramente crujiente, poco jugosa, y con sabor acidulado, poco dulce, muy agradable.

## Historia
'President (P. domestica)' variedad antigua de ciruela criada en Sawbridgeworth (en el condado de Hertfordshire en Gran Bretaña) en 1894. Recibió el Premio al Mérito de la Royal Horticultural Society en 1895 y un Certificado de Primera Clase en 1900. Está cultivada desde 1901. La variedad también se cultiva en Alemania desde la década de 1970.
'President (P. domestica)' está cultivada en diversos bancos de germoplasma de cultivos vivos, tales como en National Fruit Collection (Colección Nacional de Fruta) de Reino Unido con el número de accesión: 1927-049 y Nombre Accesión : President.
La ciruela 'President (P. domestica)' está cultivada en el banco de germoplasma de cultivos vivos de la Estación experimental Aula Dei de Zaragoza. Está considerada incluida en las variedades locales autóctonas muy antiguas, cuyo cultivo se centraba en comarcas muy definidas, que se caracterizan por su buena adaptación a sus ecosistemas, y podrían tener interés genético en virtud de su características organolepticas y resistencia a enfermedades, con vista a mejorar a otras variedades

## Características
'President (P. domestica)' árbol de porte extenso, moderadamente vigoroso, erguido, sus hojas de la planta leñosa son caducas, de color verde, forma elíptica, sin pelos presentes, tienen dientes finos en el margen. Flor blanca, que tiene un tiempo de floración que comienza a partir del 14 de abril con el 10% de floración, para el 19 de abril tiene una floración completa (80%), y para el 3 de mayo tiene un 90% de caída de pétalos.
'President (P. domestica)' tiene una talla de tamaño grande a muy grande, de forma elíptica ligeramente asimétrica, con peso promedio de 91.80 g, presentando una sutura poco visible, línea amoratada ligeramente más oscura que el color de la chapa, situada superficialmente excepto junto a la cavidad peduncular o en depresión ligera en toda su extensión; epidermis tiene una piel con abundante pruina azulado-violácea, no se aprecia pubescencia, siendo el color de piel púrpura o violeta oscuro, rara vez puede verse el color verde aceitunado del fondo, con punteado muy abundante, de tamaño diverso, amarillento con aureola granate o morada, poco perceptible, sobre todo en los frutos más oscuros; pedúnculo de longitud promedio de 12.90 mm, y grosor mediano, fuertemente adherido al fruto, con la cavidad del pedúnculo estrecha, poco profunda, medianamente rebajada en la sutura; pulpa de color amarillo verdoso o ambarino, con textura semi-firme, ligeramente crujiente,  poco jugosa, y con sabor acidulado, poco dulce, muy agradable.
Hueso semi-libre, suelen quedar fibras en los salientes, de tamaño grande, elíptico, poco sobresaliente a no ser por el relieve de las caras laterales, casi liso junto a la truncadura y bastante labrado, como granuloso en el resto con frecuentes orificios junto al borde dorsal.
Su tiempo de recogida de cosecha se inicia en su maduración de tercera decena de agosto a primera de septiembre.

## Progenie
'President' ha dado lugar a nuevas variedades de ciruela como "Parental Madre":
- 'Hanita' obtenida mediante el cruce de las variedades 'President' x 'Auerbacher'.[10][11]

'President' ha dado lugar a nuevas variedades de ciruelas como "Parental Padre" donante de polen :
- 'Tophit plus' resultado del cruce de las variedades 'Cacaks Beste' x 'President'.
- 'Bluefree' obtención conseguida por el cruce de las variedades 'Stanley'x 'President'.

## Usos
Se usa comúnmente como postre en fresco, buena ciruela de postre de fines de verano, y excelente ciruela en elaboraciones culinarias.

## Cultivo
Variedad cultivada principalmente en Chile, Argentina, Reino Unido, Alemania, y República Checa.

## Susceptibilidades
La variedad de ciruela 'President' es:
- Resistente a la enfermedad de Sharka.
- Alguna resistencia a la podredumbre parda (Monilinia fructigena).
- Alguna susceptibilidad al cancro.[12]

El árbol necesita un polinizador, por ejemplo, la variedad 'Cacaks Schöne' ó Stanley.